# Untere Alz
Das Naturschutzgebiet Untere Alz befindet sich im oberbayrischen Landkreis Altötting.
Es wurde 1990 auf einer Fläche von 749 ha eingerichtet und erstreckt sich am Unterlauf der Alz zwischen Emmerting und der Alzmündung in den Inn bei Marktl. Unweit nördlich erstreckt sich das knapp 205 ha große Naturschutzgebiet Innleite bei Marktl mit Dachlwand.